# Filípides

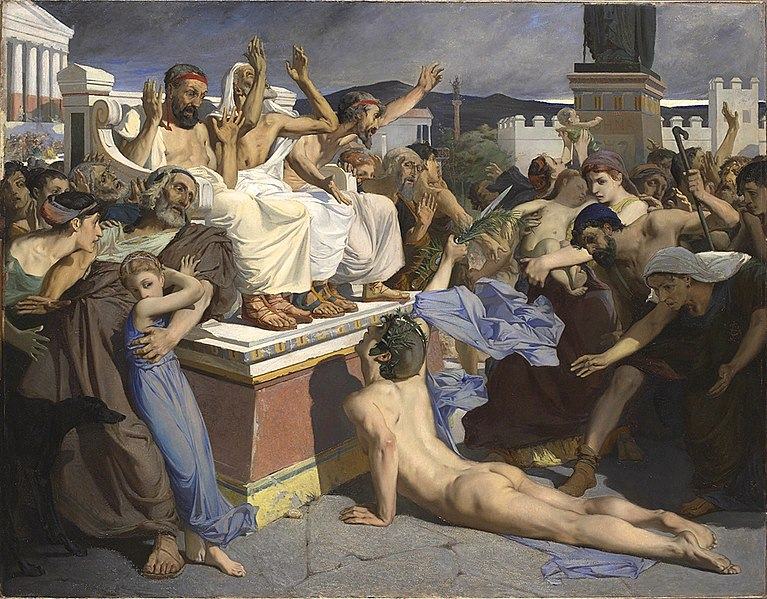

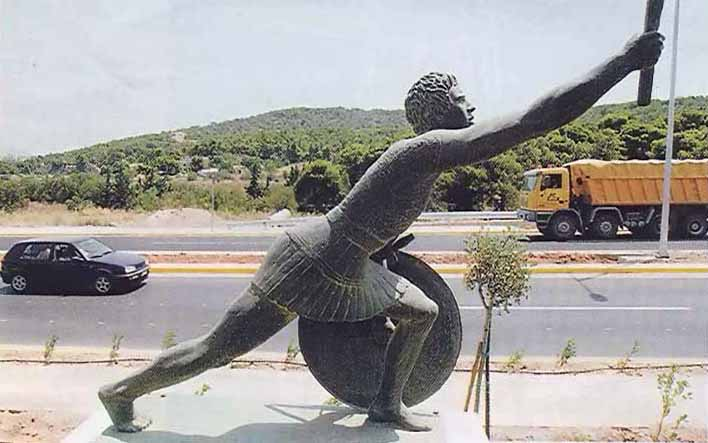
Estatua de Filípides en Maratón.

Filípides o Fidípides (en griego antiguo: Φιλιππίδης o Φειδιππίδης) fue un correo de la Antigua Grecia. Se dice que Filípides corrió desde el lugar de Maratón hasta Atenas para llevar la noticia de la victoria de la batalla de Maratón, y que después de transmitirla murió inmediatamente de agotamiento. Este hecho histórico inspiró una prueba deportiva del atletismo moderno: la carrera de resistencia llamada maratón.

## La historia de Filípides según Heródoto
Heródoto relata que Filípides, un hemeródromo ateniense, fue enviado a Esparta para pedir ayuda cuando los persas amenazaron con tomar Atenas, después de haber conquistado la ciudad de Eretria, en la vecina isla de Eubea.

Antes de abandonar la ciudad, los generales de Atenas enviaron un mensaje a Esparta. El mensajero fue un ateniense llamado Filípides, un profesional en carreras de larga distancia. De acuerdo con el relato que Filípides hizo a los atenienses a su regreso, se encontró con el dios Pan en el monte Partenio, cerca de Tegea. Pan lo llamó por su nombre y le dijo que preguntara a los atenienses por qué no le prestaban atención, si él siempre se había mostrado cordial con ellos y los había ayudado en el pasado, y volvería a ayudarlos en el futuro. Los atenienses creyeron la historia de Filípides y, cuando recuperaron su prosperidad, erigieron un templo a Pan bajo la Acrópolis y, desde que recibieron su mensaje, celebraron una ceremonia anual en su honor, con carreras de antorchas y sacrificios, para solicitar su protección.

En la ocasión de la que hablo —es decir, cuando los comandantes de Atenas le encomendaron una misión a Filípides y éste explicó que había visto a Pan—, Filípides llegó a Esparta un día después de haber salido de Atenas y pronunció su mensaje ante el gobierno espartano. «Hombres de Esparta —fue su mensaje—, los atenienses os piden ayuda, y os ruegan que no permanezcáis de brazos cruzados mientras la ciudad más antigua de Grecia es aplastada y sometida por un invasor extranjero; Eretria ya ha sido esclavizada, y Grecia se debilita por la pérdida de una buena ciudad». Los espartanos, aunque se conmovieron por el ruego y querían brindarles ayuda, no podían hacerlo de inmediato sin quebrar sus propias leyes. Era el noveno día del mes, y dijeron que no podían marchar hasta que la luna estuviera llena. Así que esperaron a la luna llena, mientras que Hipias, el hijo de Pisístrato, guio a los persas a la llanura de Maratón.
Heródoto, Historia, VI, 105.

Heródoto escribió 30 o 40 años después de los hechos que describe, por lo que es bastante probable que Filípides sea una figura histórica. Si llegó realmente a recorrer los 213 km que separan Atenas de Esparta en dos días, por terreno escabroso, sería una hazaña no imposible, pero sí digna de recordar.

## Versiones de la carrera entre Maratón y Atenas
Heródoto, en realidad, no relató la carrera desde Maratón a Atenas de Filípides, pero sí la marcha del ejército griego, que recorrió a toda prisa la distancia entre Maratón y Atenas. Esto fue porque los persas, recién embarcados en sus navíos tras su derrota en Maratón, podían rodear la península ática en poco tiempo y tomar una indefensa Atenas. Pero para cuando los persas avistaron la ciudad, los soldados griegos ya habían llegado a ella y, viendo que la ciudad estaba bien defendida, decidieron dar media vuelta y volver a Persia.
Posteriormente se encuentra un relato sobre una carrera de Maratón a Atenas para anunciar la victoria de los griegos en la obra de Plutarco (46-120 d. C.), que atribuye la carrera a un heraldo llamado Tersipo —citando a Heráclides Póntico, un autor del siglo III a. C., como fuente de ese dato— o Eucles.
Luciano, un siglo después de Plutarco, atribuye esa carrera a un corredor de nombre Filípides:

Se dice que fue Filípides, el corredor, el primero que usó esta expresión al anunciar la victoria de Maratón a los arcontes que estaban sentados y preocupados por el final de la batalla: ¡Alegraos, vencimos! Y al decir esto, murió, exhalando su último suspiro junto con la noticia y el saludo.
Luciano de Samósata, Sobre un error cometido al saludar, 3.

## Inspiración de carreras actuales
El filólogo Michel Bréal fue quien, inspirándose en los relatos sobre Filípides, propuso al barón Pierre de Coubertin la celebración de una carrera llamada «maratón» dentro del programa de los modernos Juegos Olímpicos.
Mientras que la maratón, como prueba atlética, celebra la mítica carrera de Maratón a Atenas, desde 1983 una carrera anual desde Atenas hasta Esparta, el espartatlón, celebra la carrera similar del Filípides de Heródoto a través de 246 km de campiña griega.